# Екстранет
Екстранет је мрежа која је ограничена на једну организацију, али која такође обично има ограничене конекције са другим мрежама и организацијама од поверења (на пример, клијентима компаније може да се обезбеди приступ неком делу — Интранета и на тај начин креира Екстранет). Екстранет не може да се састоји од једног ЛАН-а, него има барем једну конекцију са спољашњом мрежом. Интранет и Екстранет могу, али не морају да имају конекцију са Интернетом. Ако конекција са Интернетом постоји, Интранет и Екстранет су нормално заштићени од приступа са Интернета који немају одговарајуће дозволе за приступ.

## Врсте Екстранета
- Узајамни Екстранет - свака од организација омогућава свом партнеру приступ специфичним информацијама са свог Интранета.
- Централни Екстранет - једна организација омогућава приступ специфичним информацијама разним пословним партнерима.

## Начини повезивања
Постоје три начина повезивања:
- Изнајмљење телефонске линије
- Јавне пакетске мреже
- Повезивање преко Интернета

## Начин рада
Екстранет у центру прикупља информације од контакт центра и веб сајтова, користећи се Интернет технологијом, чувајући их у бази података.
Гледано из супротног смера, (потенцијални) клијент који ступа у контакт са пружаоцем услуге преко контакт центра или Интернет страница, посредством истих преноси своје захтеве и захтеве до седишта организације, која по тим питањима комуницира повратно с њима. Дакле, пружалац услуге је унутар своје компаније организован као Интранет, користећи се максимално Интернет технологијом:
- Е-маил и други облици комуницирања
- Базе података за организацију и архивирање
- Интернет странице за приказивање информација